# 佐久市立浅科中学校
佐久市立浅科中学校（さくしりつあさしなちゅうがっこう）は、長野県佐久市にある公立の中学校。

## 概要
1958年4月開校。2009年現在の生徒数は203名である。
敷地内にトラス構造の塔が建てられ、「協調と調和の塔」と名づけられて浅科中学校のシンボルとなっていた。塔の上部についたベルで朝に「喜びの歌」、夕方に「家路」が演奏されていたが、調査によって老朽化と耐震性の問題が指摘されたため撤去された。
また、黎明の塔と名づけられたタイムカプセルが存在する。1977年に当時の校長の発案で作られ、20年後に開封することになっている。以後、毎年卒業生がタイムカプセルに思い出の品を納めている。

## 沿革
- 1958年（昭和33年）4月5日 - 浅科西中学校（旧御牧中学校）と浅科東中学校（旧中津中学校）を統合し、浅科中学校を開校する[1]
- 1987年（昭和62年）- 現在の場所に校舎を移設する

## 通学区域
- 佐久市 [2]
  - 塩名田、御馬寄、甲、八幡、蓬田、桑山及び矢島

## 進学前小学校
- 佐久市立浅科小学校[2]

## 校区内の主な施設
- 佐久市立浅科小学校
- 佐久市役所浅科支所
- 佐久警察署八幡警察官駐在所
- 南御牧郵便局
- 五郎兵衛記念館

## 著名な出身者
- 萩谷楓（陸上競技選手）[3]